# NA-120
La NA-120 es una carretera de interés para la Comunidad Foral de Navarra, tiene una longitud de 46,64 km, comunica Estella con Beasáin. El tramo entre Estella y Echarri-Aranaz corresponde al trazado de un antiguo ramal de la  N-111 ; entre Echarri y Beasáin, en cambio, corresponde el de la antigua comarcal  C-130  (actualmente dividida entre la NA-120 y la  GI-2120 .

## Recorrido
Se inicia en Estella y toma la dirección norte.
| Denominación | Kilómetro | Salida                            | Dirección                         | Carretera                         |
| ------------ | --------- | --------------------------------- | --------------------------------- | --------------------------------- |
| NA-120       | 0         |                                   | Pamplona Logroño                  | NA-1110                           |
| NA-120       | 1         |                                   | Bearin                            |                                   |
| NA-120       | 2         |                                   | Bearin                            |                                   |
| NA-120       | 3         |                                   | Arizala Etxauri                   | NA-700                            |
| NA-120       | 3         |                                   | Muru                              |                                   |
| NA-120       | 6         | Travesía de Abárzuza              | Travesía de Abárzuza              | Travesía de Abárzuza              |
| NA-120       | 6         |                                   | Arizala Alloz                     | NA-7320                           |
| NA-120       | 6         |                                   | Iranzu                            | NA-7135                           |
| NA-120       | 8         |                                   | Iruñela                           | NA-7323                           |
| NA-120       | 9         |                                   | Ibiricu de Yerri                  | NA-7133                           |
| NA-120       | 14        |                                   | Lezáun Arizaleta                  | NA-7330                           |
| NA-120       | 19 - 25   | P. N. Andía                       | P. N. Andía                       | P. N. Andía                       |
| NA-120       | 30        |                                   | Torrano Unanua                    | NA-7100                           |
| NA-120       | 32 - 33   | Travesía de Lizarraga             | Travesía de Lizarraga             | Travesía de Lizarraga             |
| NA-120       | 36        |                                   | Irurzun Pamplona San Sebastián    | A-10                              |
| NA-120       | 36        |                                   | Alsasua Vitoria Bilbao            | A-10                              |
| NA-120       | 37        | Travesía de Echarri-Aranatz       | Travesía de Echarri-Aranatz       | Travesía de Echarri-Aranatz       |
| NA-120       | 37        |                                   | Arbizu Bacáicoa                   | NA-2410                           |
| NA-120       | 38        | Travesía de Echarri-Aranatz       | Travesía de Echarri-Aranatz       | Travesía de Echarri-Aranatz       |
| NA-120       | 38        |                                   | Estación de Echarri-Aranaz        |                                   |
| NA-120       | 40        |                                   | Lizarragabengoa Lacunza           | NA-7520                           |
| NA-120       | 46        | Continúa en Guipúzcoa por GI-2120 | Continúa en Guipúzcoa por GI-2120 | Continúa en Guipúzcoa por GI-2120 |

Entrando en la provincia de Guipúzcoa en la carretera GI-2120, pasando por Atáun y Lazcano, hasta alcanzar Beasáin.